# Bagnères-de-Luchon
Bagnères-de-Luchon è un comune francese di 2 771 abitanti situato nel dipartimento dell'Alta Garonna nella regione dell'Occitania. È la più celebre località idrotermale dei Pirenei francesi, con acque particolarmente indicate per la cura delle vie respiratorie e dei reumatismi.

## Storia

### Simboli
Lo stemma comunale, in uso dal 1950, si blasona:
Nello scudo sono rappresentate le fonti termali che sgorgano dai Pirenei. Nella prima partizione del capo si trova l'emblema della contea di Comminges, nell'altra, l'ara attesta l'origine gallo-romana delle terme di cui Ilixo era la divinità tutelare e da cui il comune prende il nome. L'iscrizione si legge Ilixoni deo Votum Solvit Libens Merito ("Sciolto il voto al dio Ilixo"). Il motto che accompagna lo stemma, Balneum Lixonense post Neapolitense primum, "Le prime terme dopo quelle di Napoli", sottolinea la fama dei bagni di Luchon.

## Società

### Evoluzione demografica
Abitanti censiti